# Тотипотентність

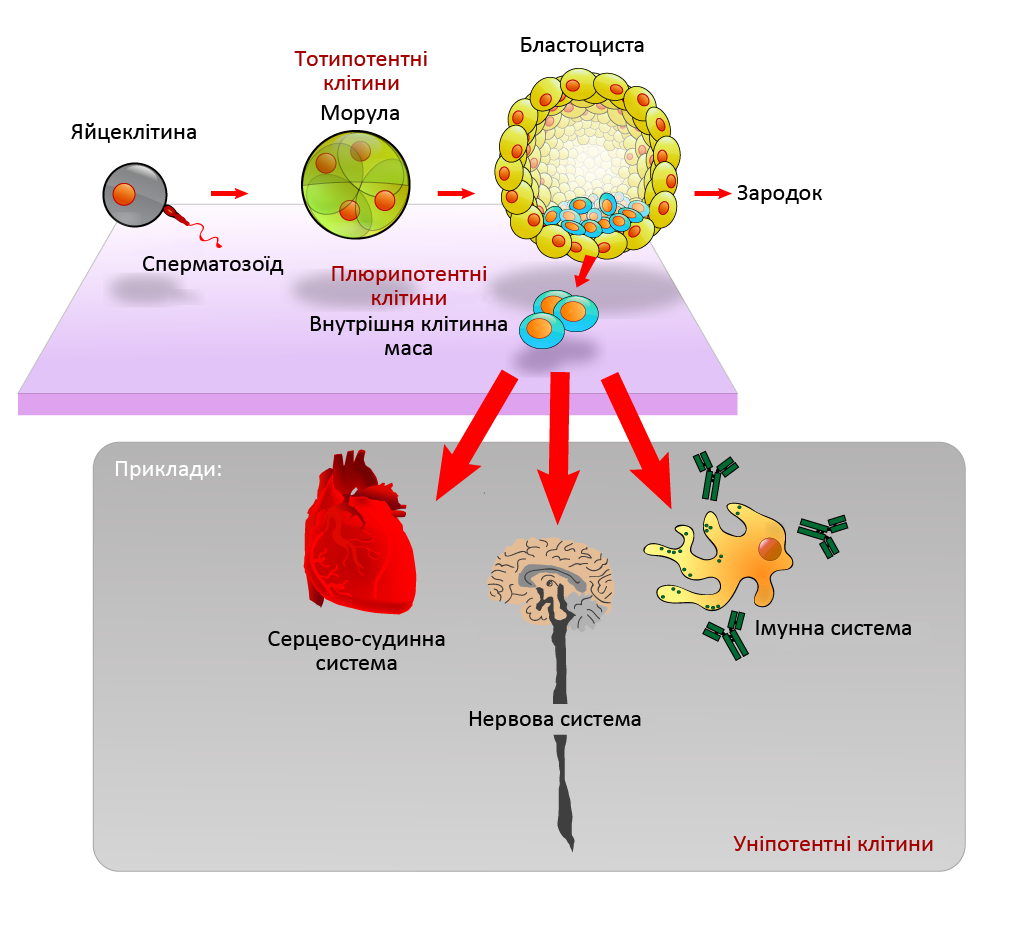
Тотипотентними в організмі людини є зигота та клітини морули.

Тотипоте́нтність (омніпотентність) — здатність однієї клітини багатоклітинного організму давати початок цілому новому організму шляхом поділу. На відміну від плюрипотентних клітин, які можуть диференціюватись у будь-який із типів клітин дорослого організму, тотипотентні мають також здатність утворювати і позазародкові тканини, зокрема плаценту у ссавців. Тільки зигота та, у деяких організмів, її прямі нащадки (наприклад клітини морули) є тотипотентними. У рослин соматичні клітини за певних умов, наприклад при обробці великими дозами ауксинів, можуть набувати здатності утворювати ембріон, тобто ставати тотипотентними.
Людські ембріональні стовбурові клітини можуть використовуватись для клітинної та генної терапії, а також тканинної інженерії з метою вирощування органів для трансплантації та заміни ушкоджених клітин. Таким чином вони можуть стати вирішенням проблеми багатьох захворювань, для яких зараз немає ефективного лікування. Проте використання ембріональних тотипотентних клітин пов'язане із певними етичними проблемами і має багато противників, через те що такі клітини можуть давати початок цілому організму.